# Antissa
Koordinaten: 39° 17′ 12″ N, 26° 1′ 4,5″ O
Antissa (Ἄντισσα) war eine antike Stadt an der Nordwestküste der griechischen Insel Lesbos.
Der Ort war schon seit prähistorischen Zeiten besiedelt. Nach der griechischen Mythologie trieb der abgetrennte, aber noch singende Kopf des Orpheus übers Meer nach Lesbos. In einer Höhle bei Antissa wurde der weissagende Kopf dann aufbewahrt.
Im 7. Jahrhundert v. Chr. wurde in Antissa der Musiker und Dichter Terpandros geboren, der die griechische Musik entscheidend weiterentwickelte.
167 v. Chr. wurde die Stadt von den Römern zerstört und ihre Einwohner nach Methymna umgesiedelt. Der moderne Ort Andissa befindet sich weiter im Landesinneren.